# Der Fremde im Regenwald
Der Fremde im Regenwald (jap. アフリカ物語, Afurika monogatari) ist ein japanischer Film der „Sanrio Film“ aus dem Jahr 1980 von Regisseur Susumu Hani. Er gilt als bizarrster Film in der Karriere des Schauspielers James Stewart, der die Hauptrolle übernahm.

## Handlung
Mitten im afrikanischen Regenwald lebt ein sehr alter Mann mit seiner Enkelin und einigen Tieren. Die Jugendliche lebt im Einklang mit der Natur und alle Tiere sind ihr und dem Mann wohlgesinnt. Eines Tages stürzt ein Leichtflugzeug in der Savanne ab, der junge Pilot kann sich retten und irrt einige Tage im Dschungel umher, bevor er auf die Hütte des Mannes trifft. Der jagt ihn davon und lässt sich erst erweichen, als das Mädchen den Piloten kurze Zeit später ohnmächtig am Flussufer findet. Der alte Mann und das Mädchen päppeln ihn auf und nach anfänglichem Misstrauen haben auch die Tiere Vertrauen zu ihm. Der alte Mann stirbt und zwischen dem Piloten und der Enkelin bahnt sich eine Liebesbeziehung an. Da taucht ein weiteres Flugzeug auf, in dem die Ehefrau des verunglückten Piloten sitzt. Dieser hatte nach seinem Absturz das Gedächtnis verloren und erkennt daher seine Frau nicht wieder, woraufhin sie ihn mit einem Betäubungsgewehr niederstreckt. Die Enkelin pflegt daraufhin den Piloten erneut gesund und zeigt sich erfreut über seine Genesung.

## Produktion und Kritik
Der Film entstand 1979 während eines Afrikabesuchs von James Stewart und seiner Frau in einem kenianischen Reservat und gilt als „bizarre Coda, wie sie wohl selten eine Hollywood-Karriere beschließt“. Technisch sei der Film „ein Machwerk, das ausschließlich meterweise Tierfilmaufnahmen enthält, in die sinnlose Dialog-Fragmente eingestreut sind.“ James Stewart „spricht nicht mehr als eine Handvoll Sätze“ und seine Figur bleibt wie die der anderen Darsteller undefiniert und ohne Namen. Neben kaum existierenden Dialogen ist auch das schauspielerische Element im Film begrenzt: „Der alte Mann und die anderen Charaktere werden zum größten Teil dabei gefilmt, wie sie Fluten, Feuersbrünste und panisch fliehende Heerden anstarren.“
Der Film wurde von der Kritik als „amateurhaftes Unternehmen“ bezeichnet. James Stewarts Motivation zur Mitwirkung lag in der Hoffnung, „die Idee der Bewahrung der Naturschutzgebiete durch die Hintertür einschmuggeln zu können.“ Das Lexikon des Internationalen Films hielt dem Film das „Plädoyer für die Erhaltung der Natur jenseits einer zerstörerischen Zivilisation“ zugute.
Der Fremde im Regenwald war der letzte größere Film, an dem James Stewart mitwirkte. Er kam am 19. Juli 1980 in die japanischen Kinos. Nach einer einzigen Ausstrahlung im amerikanischen Fernsehen kam der Film bereits 1981 in die Videotheken. Die deutsche Erstaufführung fand am 30. Dezember 1981 im DFF bzw. am 16. Februar 1986 auf dem BR statt.

## Synchronisation
In der Fassung des DFF sprechen Werner Senftleben Stewart, Jalda Rebling seine Enkelin und Jörg Knochée den Piloten.